# Žuč
Žuč (Servisch cyrillisch Жуч) is een plaats in de Servische gemeente Kuršumlija. De plaats telt 172 inwoners (2002).